# (29439) Maxfabiani
(29439) Maxfabiani est un astéroïde de la ceinture principale.

## Description
(29439) Maxfabiani est un astéroïde de la ceinture principale. Il fut découvert le 28 juin 1997 à Farra d'Isonzo par l'observatoire astronomique de Farra d'Isonzo. Il présente une orbite caractérisée par un demi-grand axe de 2,25 UA, une excentricité de 0,09 et une inclinaison de 5,9° par rapport à l'écliptique.